# Ohm

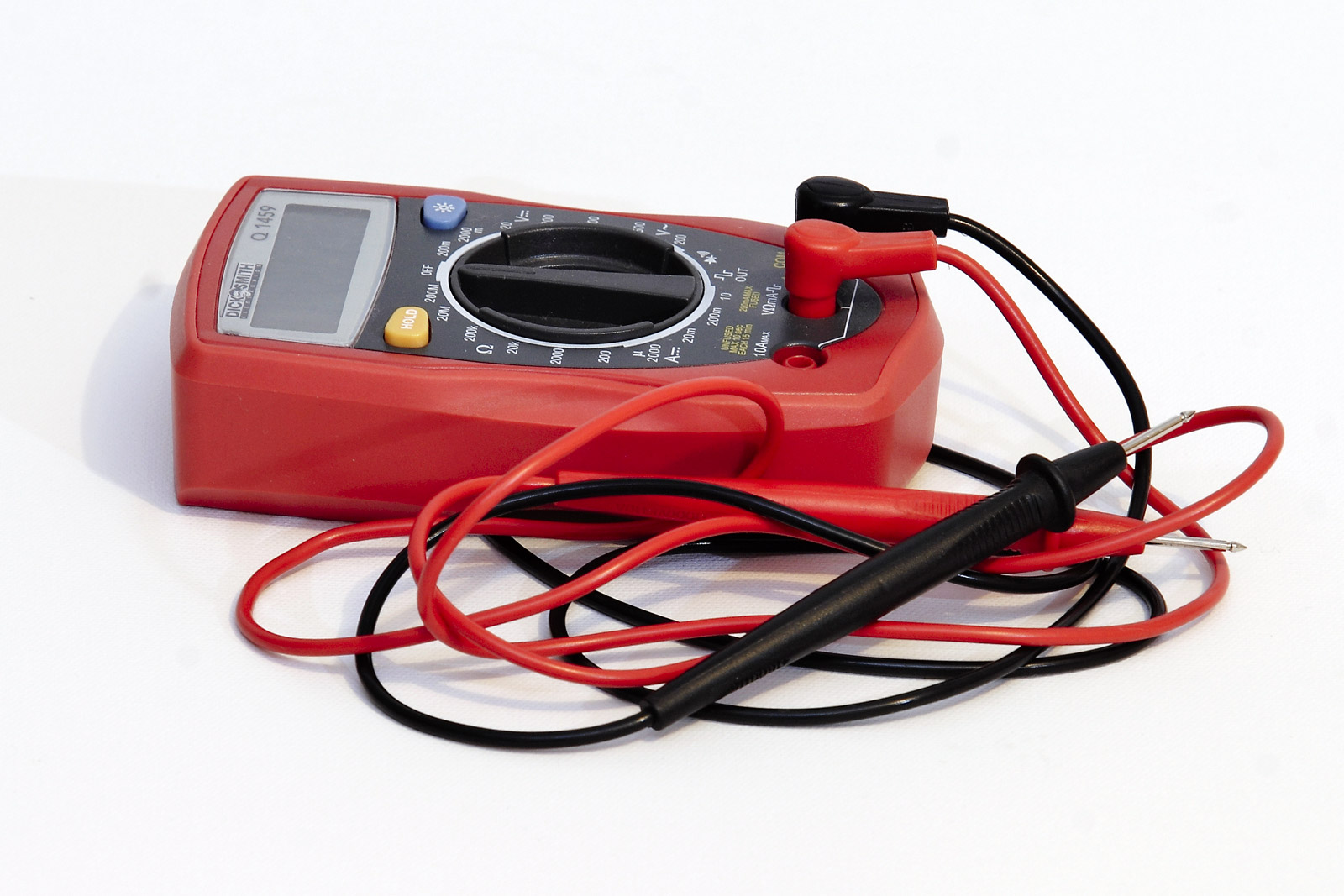
Um multímetro pode ser usado para medir a resistência em ohms. Ele também pode ser usado para medir a tensão, corrente e outras características elétricas.

O ômio, ómio ou ohm, cujo símbolo é Ω e respectivos plurais são "ômios", "ómios" e "ohms", é a unidade de medida da resistência elétrica, padronizada pelo Sistema Internacional de Unidades (SI). Corresponde à relação entre a tensão (medida em volts) e uma corrente (medida em amperes) sobre um elemento, seja ele um condutor ou isolante. Exemplificando: um condutor que tenha uma resistência elétrica de 1 ohm causará uma queda de tensão de 1 volt (ou vóltio) a cada 1 ampere de corrente que passar por ele.
É simbolizado pela letra grega ômega maiúsculo (Ω) e seus múltiplos mais usados são o quilo-ômio (kΩ) — equivalente a mil ómios — e o megaómio (MΩ) — equivalente a um milhão de ômios.
O nome desta unidade é uma homenagem a Georg Simon Ohm (1787–1854), que descobriu relações matemáticas extremamente simples envolvendo as dimensões dos condutores e as grandezas elétricas, definindo o conceito de resistência elétrica e formulando o que passou a ser chamada Lei de Ohm.
O instrumento de medição da resistência elétrica em ómios é denominado omiómetro, omiômetro, omímetro ou omômetro.

## Múltiplos e submúltiplos
Os múltiplos e submúltiplos são as unidades derivadas do ômio com algum fator para representar em menos algarismos grandezas de dimensões bem maiores ou bem menores que as unidades de ômios. Para tal fim, são utilizados os Prefixos do Sistema Internacional de Unidades. Entretanto há certas variações. A nomenclatura do Instituto Nacional de Metrologia, Qualidade e Tecnologia (INMETRO) apresenta designações em conformidade com a Portaria n.º 590 de 2013 do INMETRO, que tratou do "Quadro Geral de Unidades de Medida" adotado pelo Brasil. Ela traça certas determinações reconhecidamente em desacordo com o Acordo Ortográfico da Língua Portuguesa de 1990 e "certas regras usuais de formação do plural", nomeadamente explicitadas nos itens 3.1.2 e 3.2.b. Como há outras grafias reconhecidas por autoridades lexicográficas e em uso vigente, a tabela abaixo apresenta ainda designações em conformidade com regras e construções usuais da gramática da língua portuguesa, tanto em relação aos prefixos do SI quanto ao nome da unidade.
| Símbolo | Nomenclatura do INMETRO | Designações no português europeu | Designações no português brasileiro | 10n   | Escala curta    | Escala longa             | Equivalente numérico              |
| ------- | ----------------------- | -------------------------------- | ----------------------------------- | ----- | --------------- | ------------------------ | --------------------------------- |
| YΩ      | yottaohm                | yottaómio iotaómio               | yottaômio iotaômio                  | 1024  | Septilhão       | Quadrilião               | 1 000 000 000 000 000 000 000 000 |
| ZΩ      | zettaohm                | zettaómio zetaómio               | zettaômio zetaômio                  | 1021  | Sextilhão       | Milhar de trilião        | 1 000 000 000 000 000 000 000     |
| EΩ      | exaohm                  | exaómio                          | exaômio                             | 1018  | Quintilhão      | Trilião                  | 1 000 000 000 000 000 000         |
| PΩ      | petaohm                 | petaómio                         | petaômio                            | 1015  | Quadrilhão      | Milhar de bilião         | 1 000 000 000 000 000             |
| TΩ      | teraohm                 | teraómio                         | teraômio                            | 1012  | Trilhão         | Bilião                   | 1 000 000 000 000                 |
| GΩ      | gigaohm                 | gigaómio                         | gigaômio                            | 109   | Bilhão          | Milhar de milhão         | 1 000 000 000                     |
| MΩ      | megaohm                 | megaómio                         | megaômio                            | 106   | Milhão          | Milhão                   | 1 000 000                         |
| kΩ      | quiloohm kiloohm        | quilo-ómio                       | quilo-ômio                          | 103   | Mil             | Milhar                   | 1 000                             |
| hΩ      | hectoohm                | hecto-ómio                       | hecto-ômio                          | 10²   | Cem             | Centena                  | 100                               |
| daΩ     | decaohm                 | decaómio                         | decaômio                            | 10¹   | Dez             | Dezena                   | 10                                |
| Ω       | ohm                     | ómio                             | ômio                                | 100   | Unidade         | Unidade                  | 1                                 |
| dΩ      | deciohm                 | deciómio                         | deciômio                            | 10−1  | Décimo          | Décimo                   | 0,1                               |
| cΩ      | centiohm                | centiómio                        | centiômio                           | 10−2  | Centésimo       | Centésimo                | 0,01                              |
| mΩ      | miliohm                 | miliómio                         | miliômio                            | 10−3  | Milésimo        | Milésimo                 | 0,001                             |
| µΩ      | microohm                | micro-ómio                       | micro-ômio                          | 10−6  | Milionésimo     | Milionésimo              | 0,000 001                         |
| nΩ      | nanoohm                 | nano-ómio                        | nano-ômio                           | 10−9  | Bilionésimo     | Milésimo de milionésimo  | 0,000000001                       |
| pΩ      | picoohm                 | pico-ómio                        | pico-ômio                           | 10−12 | Trilionésimo    | Bilionésimo              | 0,000000000001                    |
| fΩ      | femtoohm                | femto-ómio                       | femto-ômio                          | 10−15 | Quadrilionésimo | Milésimo de bilionésimo  | 0,000000000000001                 |
| aΩ      | attoohm                 | atto-ómio ato-ómio               | atto-ômio ato-ômio                  | 10−18 | Quintilionésimo | Trilionésimo             | 0,000000000000000001              |
| zΩ      | zeptoohm                | zepto-ómio                       | zepto-ômio                          | 10−21 | Sextilionésimo  | Milésimo de trilionésimo | 0,000000000000000000001           |
| yΩ      | yoctoohm                | yocto-ómio iocto-ómio            | yocto-ômio iocto-ômio               | 10−24 | Septilionésimo  | Quadrilionésimo          | 0,000000000000000000000001        |